# П'єтраббонданте
П'єтраббонданте (італ. Pietrabbondante) — муніципалітет в Італії, у регіоні Молізе,  провінція Ізернія.
П'єтраббонданте розташовані на відстані близько 160 км на схід від Рима, 32 км на північний захід від Кампобассо, 21 км на північний схід від Ізернії.
Населення — 774 особи (2014).
Щорічний фестиваль відбувається 5 серпня. Покровитель — San Vincenzo Ferreri.

## Демографія
Населення за роками:

Станом на 1 січня 2023 року в муніципалітеті офіційно проживало 13 іноземців з 7 країн, серед них 8 громадян країн Євросоюзу.

## Сусідні муніципалітети
- Аньоне
- Кастельверрино
- К'яучі
- Чивітанова-дель-Санніо
- Песколанчіано
- Поджо-Санніта